# ジュズヴァッラ
ジュズヴァッラ(伊: Giusvalla)は、イタリア共和国リグーリア州サヴォーナ県にある、人口約400人の基礎自治体（コムーネ）。

## 地理

### 位置・広がり

#### 隣接コムーネ
隣接するコムーネは以下の通り。括弧内のALは アレッサンドリア県所属を示す。
- カイロ・モンテノッテ
- デーゴ
- ミオーリア
- パレート (AL)
- ポンティンヴレーア
- スピーニョ・モンフェッラート (AL)

### 地震分類
イタリアの地震リスク階級 (it) では、4 に分類される
。